# Fiatalkorúak Regionális Büntetés-végrehajtási Intézete (Szirmabesenyő)
A Fiatalkorúak Regionális Büntetés-végrehajtási Intézete (Szirmabesenyő) büntetés-végrehajtási szerv Borsod-Abaúj-Zemplén vármegyei Szirmabesenyőn. Költségvetési szerv, jogi személy. 
Alaptevékenysége: 
- a Borsod-Abaúj-Zemplén, Szabolcs-Szatmár-Bereg és Heves vármegyében lakó fiatalkorú férfi fogvatartottak szabadságvesztésével, valamint
- a Borsod-Abaúj-Zemplén vármegyében eljáró bíróságok rendelkezései alapján fogva tartott fiatalkorú férfiak előzetes letartóztatásával összefüggő  büntetés-végrehajtási feladatok ellátása.

Felügyeleti szerve a Belügyminisztérium, szakfelügyeletet ellátó szerve a Büntetés-végrehajtás Országos Parancsnoksága. 
Címe: 3711 Szirmabesenyő, Miskolci út 3.
Létesítésének éve: 2002.